# لورانس رايت (لاعب كريكت)
لورانس رايت (11 مايو 1940 في المملكة المتحدة - ) (بالإنجليزية: Lawrence Wright)‏ هو لاعب كريكت بريطاني.